# Remo Stars Football Club (féminines)
La section féminine du Remo Stars FC est un club féminin de football nigérian basé à Ikenne.

## Histoire
La section féminine est créée en 2023, lorsque la CAF exige des clubs africains qu'ils aient une équipe féminine pour participer aux compétitions continentales.
Dès leurs débuts, les Remo Stars jouent en première division, et terminent la saison 2023-2024 à la cinquième place de leur groupe en championnat.
En 2024, le club remporte la Sheroes Cup, un tournoi de pré-saison, en battant les Abia Angels aux tirs au but en finale (1-1, 5-3).

## Palmarès
Sheroes Cup (1) :
- Vainqueur en 2024